# Lisa Küllmer
Lisa Küllmer née le 15 juin 1993 à Francfort-sur-le-Main, est une coureuse cycliste allemande, spécialiste de la piste.

## Palmarès sur piste

### Championnats du monde
- Cali 2014
  - 8e de la poursuite par équipes
- Apeldoorn 2018
  - 10e de l'américaine

### Championnats d'Europe
- 2014
  - 6e du scratch espoirs
- 2015
  - 5e du scratch espoirs
- 2017
  - 9e de l'américaine

### Coupe du monde
- 2018-2019
  - 2e du classement général du scratch

### Championnats d'Allemagne
- 2012
  - 2e du scratch
- 2014
  - 3e de l'omnium
- 2016
  - 3e de la poursuite
  - 3e de la course aux points
- 2017
  -  Championne d'Allemagne du scratch
  -  Championne d'Allemagne de la poursuite par équipes
  - 3e de la course aux points
- 2018
  -  Championne d'Allemagne de l'américaine
  - 2e de la poursuite par équipes
  - 2e de l'omnium

### Autres
- 2015
  - Cottbuser Nächte (omnium)
- 2017
  - GP Vienne (omnium)
  - GP Zürich (scratch)
  - 2e du Oberhausen (américaine)
  - 2e du Öschelbronn (scratch)
  - 2e de Dublin International (scratch)
- 2018
  - Oberhausen (américaine)
  - 2e du GP Brno (américaine)

## Palmarès sur route
- 2009
  -  Championne d'Allemagne sur route juniors
- 2011
  - 4e du championnat du monde sur route juniors
- 2015
  - 2e de Begijnendijk
- 2016
  - Cottbus - Görlitz - Cottbus